# Alexandru Dobra
Alexandru Dobra (n. 15 februarie 1794, Comitatul Bistrița-Năsăud, Regatul Ungariei – d. 13 aprilie 1870, Lugoj, Severin⁠(d), Austro-Ungaria) a fost un ierarh român greco-catolic. El a fost primul episcop al nou createi Eparhii Catolice de Lugoj, între anii 1854-1870.
Născut în Șopteriu, Bistrița-Năsăud, Monarhia Habsburgica (în prezent – România), în 1794, a fost hirotonit preot pe 1 noiembrie 1818. A fost confirmat Episcop de către Sfântul scaun pe 16 noiembrie 1854. Mai apoi a fost consacrat Episcopat pe 28 octombrie 1855. Principalul consacrator a fost Arhiepiscopul Alexandru Sterca-Șuluțiu, coconsacratorii fiind Episcopul Vasile Erdeli și Episcopul Angelo Parsi.
A murit în Lugoj (în prezent – România) la data de 13 aprilie 1870.